# Microregione di São Miguel do Oeste
São Miguel do Oeste è una microregione dello Stato di Santa Catarina in Brasile.

## Comuni
Comprende 21 comuni:
- Anchieta
- Bandeirante
- Barra Bonita
- Belmonte
- Descanso
- Dionísio Cerqueira
- Guaraciaba
- Guarujá do Sul
- Iporã do Oeste
- Itapiranga
- Mondaí
- Palma Sola
- Paraíso
- Princesa
- Riqueza
- Romelândia
- Santa Helena
- São João do Oeste
- São José do Cedro
- São Miguel do Oeste
- Tunápolis